# Colégio Bandeirantes
O Colégio Bandeirantes, conhecido como "Band", é uma instituição de ensino localizada em São Paulo, fundada em 1934. Oferece educação desde a Educação Infantil até o Ensino Médio. A escola é conhecida por sua abordagem educacional que busca desenvolver habilidades acadêmicas e pessoais em seus alunos. Com uma longa trajetória no setor educacional, é reconhecido por seu ambiente de aprendizagem e por oferecer uma gama de atividades acadêmicas e extracurriculares. 

Colégio Bandeirantes, em 1940

## História
Foi fundado em 1 de março de 1934 como Ginásio Bandeirantes, com sede na Rua Estela, 268. Em 1944, o educador e engenheiro Antônio de Carvalho Aguiar adquiriu a instituição e a renomeou para Colégio Bandeirantes. Na época, Aguiar também era Diretor Presidente do Colégio Liceu Panamericano. O nome de Antônio de Carvalho Aguiar é atualmente homenageado com a denominação de um viaduto na Rua Cubatão, sobre a Avenida 23 de Maio. 
Em 1989, foi o primeiro colégio no Brasil a organizar debates com candidatos à Presidência da República, mediados por jornalistas renomados como André Singer. Em 2016, o colégio também realizou debates com os principais candidatos à Prefeitura de São Paulo, transmitidos ao vivo pelas redes sociais da instituição.
Em 1967, o terreno do colégio foi desapropriado devido à construção da Avenida 23 de Maio, resultando na necessidade de adaptação das instalações. Em 1973, foram concluídos o Bloco A e o Ginásio, marcando uma importante expansão da infraestrutura.
Durante os anos 1980, introduziu o ensino de linguagem de computadores, antecipando a crescente importância da tecnologia. Na década de 1990, o colégio passou por uma atualização com a adoção de uma nova identidade visual e redesign de sua logomarca.
Em 2015, o Band implementou um novo planejamento estratégico e incorporou o projeto STEAM (Science, Technology, Engineering, Arts, and Mathematics) ao seu currículo. A construção da nova Torre começou em 2020, após anos de planejamento. Após dois anos, a Torre foi concluída em 2022, após enfrentar os desafios impostos pela pandemia.
Em 2023, o colégio iniciou a operação do Ensino Fundamental I com a inauguração da nova Torre, marcando um importante avanço em sua expansão e modernização. Ao longo de sua trajetória, o Colégio Bandeirantes formou cerca de 50 mil estudantes desde sua fundação.

## Aprovações internacionais
O Colégio Bandeirantes possui uma equipe de orientadores especializados em processos de admissão em universidades internacionais. Nos últimos anos, a instituição registrou diversas aceitações em universidades fora do Brasil, com uma quantidade significativa de alunos aceitos em vários países e em muitas instituições de ensino superior.
Alunos do colégio foram aceitos em diversas universidades internacionais renomadas, incluindo Harvard, Stanford, Yale, Princeton, University of Pennsylvania, Columbia, University of Chicago, Duke, Brown, Cornell, Johns Hopkins, University of British Columbia, University of Toronto, Bocconi University, IE University, Universidade do Porto, Universidade de Coimbra, Universidade de Lisboa, NYU Abu Dhabi, entre outras.
O acompanhamento oferecido pelo Departamento Internacional da escola inclui orientação ao longo do percurso acadêmico dos alunos, com foco em aumentar a competitividade dos perfis para universidades seletivas, suporte na escolha de instituições e no processo de aplicação, bem como na elaboração de documentação em inglês. O colégio também organiza visitas de universidades estrangeiras ao campus e realiza workshops e aulas preparatórias para o SAT.

## Programas de auxílio e bolsas de estudo
O Colégio Bandeirantes participa de várias iniciativas para promover a educação a jovens de baixa renda, em colaboração com organizações não governamentais (ONGs). As parcerias incluem o Instituto Social para Motivar, Apoiar e Reconhecer Talentos (Ismart), o Instituto Sol e a Associação Alcance, que já beneficiaram cerca de 400 jovens
O Instituto Ismart é uma entidade privada, sem fins lucrativos, que busca potencializar o talento de jovens brasileiros, promovendo acesso a uma educação de excelência para o desenvolvimento em suas futuras áreas de atuação. O Instituto Sol oferece bolsas de estudo integrais para estudantes da rede pública durante o Ensino Médio, além de suporte com alimentação, transporte, material escolar e assistência de saúde. A Associação Alcance proporciona educação e mentoria a estudantes de baixa renda com alta motivação, auxiliando-os a alcançar seu potencial acadêmico e pessoal.

## Controvérsias

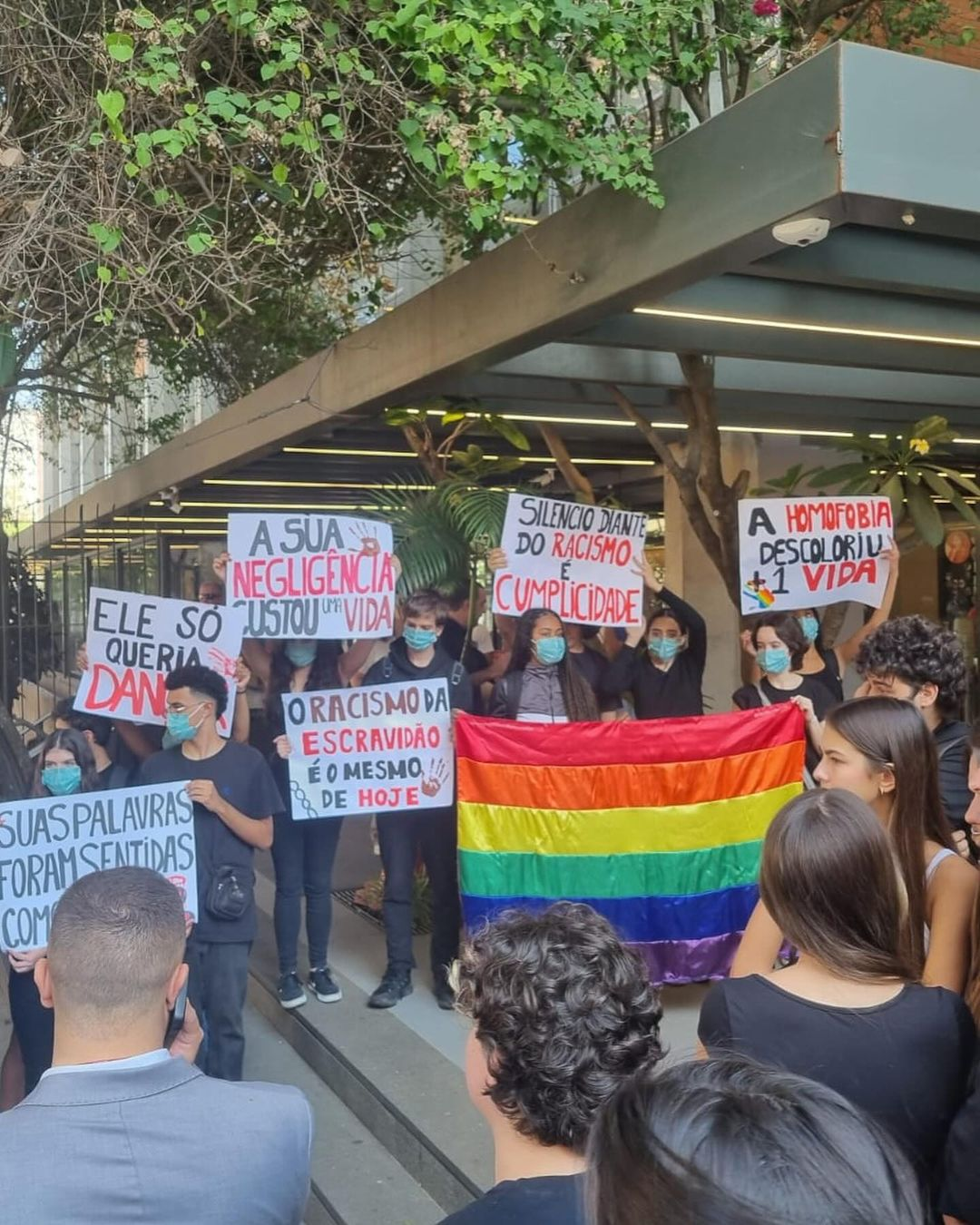
Imagem da manifestação, em frente ao Colégio Bandeirantes, 1 semana após um caso de suicídio

Em 2018, ocorreu a trágica perda de dois alunos do ensino médio que cometeram suicídio em um intervalo de doze dias. O primeiro caso ocorreu em 10 de abril e o segundo em 22 de abril, ambos fora do ambiente escolar, como destacado pela instituição. Após o primeiro suicídio, o Colégio Bandeirantes tomou medidas imediatas para abordar a situação. A escola contratou uma psicóloga especializada em prevenção ao suicídio e implementou atividades de apoio psicológico para os alunos. Com o segundo suicídio, a administração do colégio reforçou essas ações. As aulas dos alunos do terceiro ano do ensino médio foram suspensas em 23 e 24 de abril para permitir atividades de reflexão e suporte psicológico. Além disso, foram criados espaços de diálogo e acolhimento para toda a comunidade escolar.

Em 12 de agosto de 2024, Pedro, um aluno do 9º ano do ensino fundamental, cometeu suicídio aos 14 anos de idade após sofrer bullying, racismo e homofobia por parte de colegas. A assessoria de imprensa do colégio confirmou a morte e informou que o incidente ocorreu fora das dependências da escola. A instituição declarou que estava “profundamente abalada” e que sua “prioridade é oferecer todo o apoio e assistência necessários à família do aluno e aos colegas e amigos impactados por essa tragédia.” No entanto, a resposta do colégio foi amplamente criticada por Bruno de Paula, tio de Pedro. Ele alegou que a escola demonstrou negligência ao limitar sua comunicação à entrega de uma coroa de flores e uma nota de pesar, sem oferecer apoio direto à família. Em suas redes sociais, Bruno expressou sua indignação: “Pedro não suportou as ‘brincadeiras’ e o racismo dos colegas e sucumbiu ao bullying e homofobia. Perdemos o Pedro para o descaso do colégio.” Ele questionou a falta de ação efetiva da instituição, afirmando: “Que conduta o colégio tomará para evitar que outros Pedros nos deixem de forma tão trágica?” A resposta do Colégio Bandeirantes, que destacou a ocorrência do incidente fora da escola e reafirmou seu compromisso com programas de apoio aos alunos, foi considerada insuficiente por muitos. A escola mencionou a existência de iniciativas como o “Equipes de Ajuda” e a “Comissão de Apoio Racional e Emocional,” mas não detalhou medidas específicas adotadas em resposta ao caso de Pedro. A indignação pública levou a um protesto em frente ao colégio, realizado por cerca de 60 jovens, que ocorreu na manhã da segunda-feira, 19 de agosto de 2024. Foi organizado por estudantes de diversas instituições de ensino de São Paulo, incluindo alunos do Colégio Bandeirantes, que destacaram a necessidade urgente de ações contra o bullying e a homofobia, além de exigir um posicionamento claro da direção do colégio. Os manifestantes chamaram a atenção para a situação e pediram medidas mais eficazes para prevenir casos semelhantes no futuro.